# 彼得·博蒙特
彼得·博蒙特 （英語：Peter Beaumont），是英國記者，擔任《觀察家報》的外交事務編輯，並為其姊妹報紙《衛報》撰稿。博蒙特以報導伊拉克、阿富汗、黎巴嫩、加薩和科索沃的戰爭而聞名。他的著作包括《戰爭的秘密生活 – 現代衝突之旅》（2009年），這本回憶錄描繪了他作為外國記者在戰區工作的生活。
他的生平故事也被搬上了大銀幕，由馬修·古迪在2019年的電影《瞞天機密》中飾演。

## 獎項
- 奧威爾獎（英语：Orwell Prize）（2007年）
- 國際特赦全國新聞獎（2006年）
- 威比獎（2011年）